# Neuroloma
Neuroloma es un género de musgos hepáticas perteneciente a la familia Amblystegiaceae. Comprende 7 especies descritas:

## Taxonomía
El género fue descrito por  Jules Cardot y publicado en Revue Bryologique et Lichénologique 38: 50. 1911. La especie tipo es: Neuroloma fuegianum Cardot

## Especies aceptadas
A continuación se brinda un listado de las especies del género Neuroloma aceptadas hasta diciembre de 2014, ordenadas alfabéticamente. Para cada una se indica el nombre binomial seguido del autor, abreviado según las convenciones y usos. 
1. Neuroloma adamsianum Andrz. ex Ledeb.
2. Neuroloma articum Spreng.
3. Neuroloma darvasicum (Botsch. & Vved.) Botsch.
4. Neuroloma fuegianum Cardot
5. Neuroloma haleniana Andrz. ex Ledeb.
6. Neuroloma kurainense (Botsch.) Botsch.
7. Neuroloma niinjanense (Rech.f.) Botsch.